# Kürsingerhütte
Die Kürsingerhütte ist eine Schutzhütte der Sektion Salzburg des Österreichischen Alpenvereins. Sie liegt auf einer Höhe von 2558 m ü. A. nördlich des Großvenedigers im Land Salzburg in Österreich. Neben der Neuen Prager Hütte und dem Defreggerhaus ist sie der dritte Ausgangspunkt für Touren auf den Großvenediger. Die Hütte liegt in der Kernzone des Nationalparks Hohe Tauern.

## Geschichte
Die erste Schutzhütte wurde 1842 wenige Meter von der jetzigen Position erbaut. 1875 entstand eine zweite Hütte an gleicher Stelle, die nach Ignaz von Kürsinger benannt wurde, dem Pfleger von Mittersill, einem Hauptorganisator und Mitglied der Gruppe der Erstbesteiger des Großvenedigers.
1885/86 wurde dann der heutige Nordost-Trakt des Gebäudes errichtet. Zwischen 1886 und 1938 kamen weitere Gebäude hinzu. Die größten Sanierungs- und Umbaumaßnahmen (Materialseilbahn, Wasser- und Stromversorgung) fanden zwischen 1977 und 1983 statt und gaben der Hütte mit ihren nun sechs Giebeln ihr markantes Aussehen.

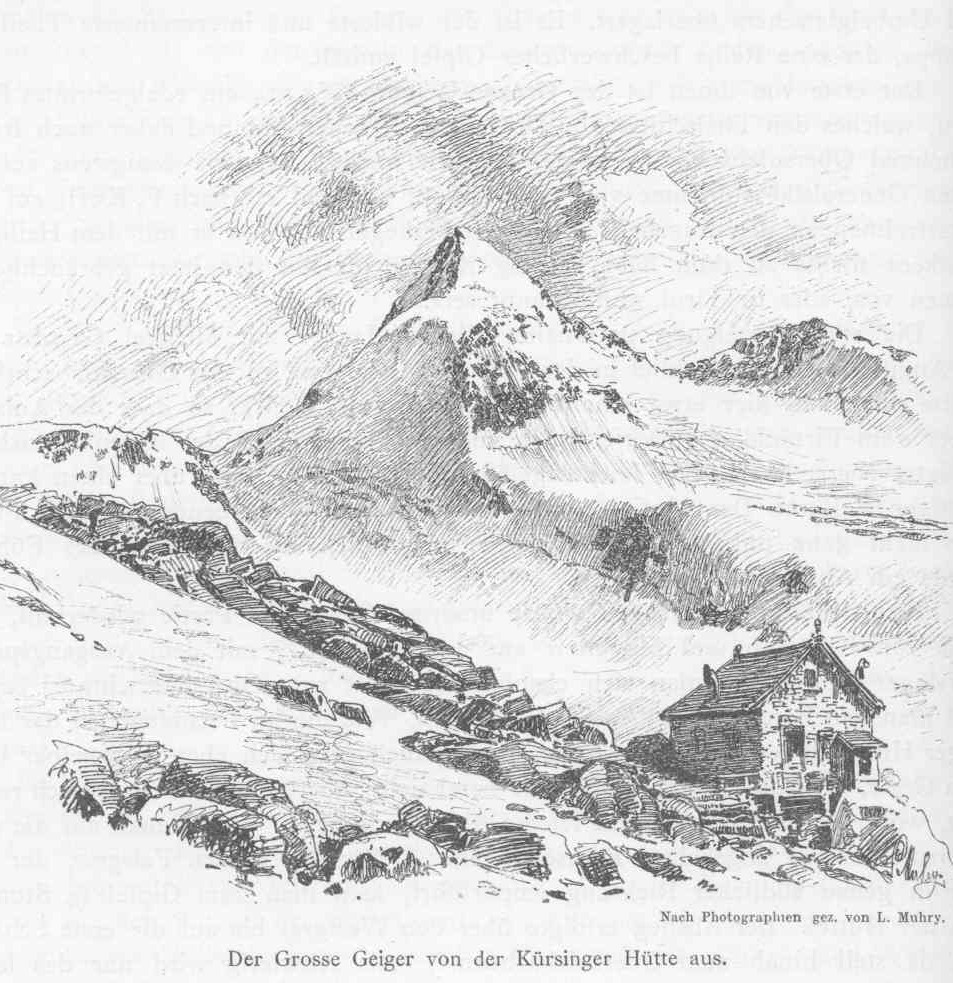
Die Kürsingerhütte vor 1894, dahinter der Große Geiger
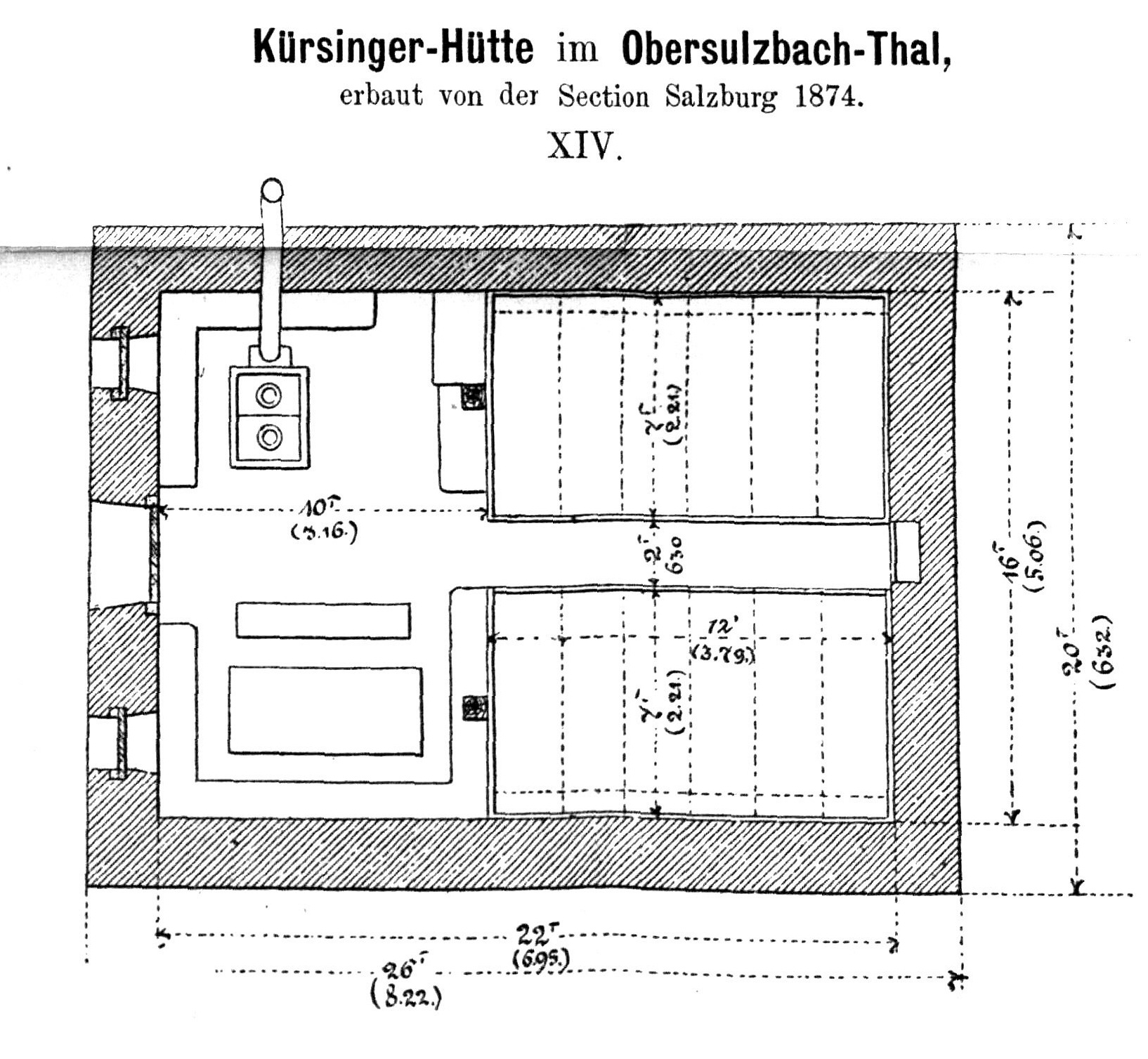
Grundriss der Kürsingerhütte (1874) von Johann Stüdl

## Aufstieg
- Von Neukirchen am Großvenediger (835 m) über den Hopffeldboden (⊙) im Obersulzbach (1080 m) (⊙) und die Berndlalm (1500 m) in ca. 5½ Stunden.

## Touren von der Kürsingerhütte
- Großvenediger (3657 m) über das Obersulzbachkees (Gletscher) in ca. 4 Stunden.
- Schlieferspitze (3290 m) in ca. 4 Stunden.
- Großer Geiger (3360 m) in ca. 4½ Stunden.
- Keeskogel (3291 m) in ca. 2 Stunden (gletscherfrei).
- Gamsspitzl (2888 m) in ca. 3 Stunden.
- Sonntagskopf (3125 m) in ca. 3½ Stunden.
- Bachmayrspitze (3120 m) in ca. 2 Stunden.

## Übergang zu anderen Hütten
- Defreggerhaus in ca. 4½ Stunden.
- Warnsdorfer Hütte in ca. 3½ Stunden.
- Essener-Rostocker Hütte in ca. 4½ Stunden.
- Johannishütte in ca. 3½ Stunden.
- Neue Prager Hütte in ca. 4½ Stunden.

Die Hütte ist ein wichtiger Stützpunkt für Wanderer am Zentralalpenweg, einem Weitwanderweg von Hainburg an der Donau nach Feldkirch.

## Karte
- Alpenvereinskarte 1:25.000, Blatt 36, Venedigergruppe